# Каланд, Элизабет

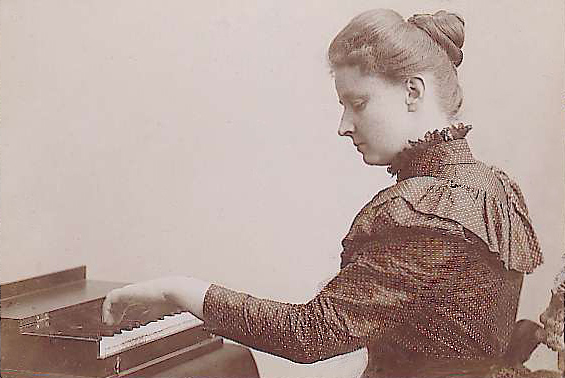
Элизабет Каланд за инструментом

Элизабет Каланд (нидерл. Elisabeth Caland; 13 января 1862 — 26 января 1929) — немецкий музыкальный педагог нидерландского происхождения.

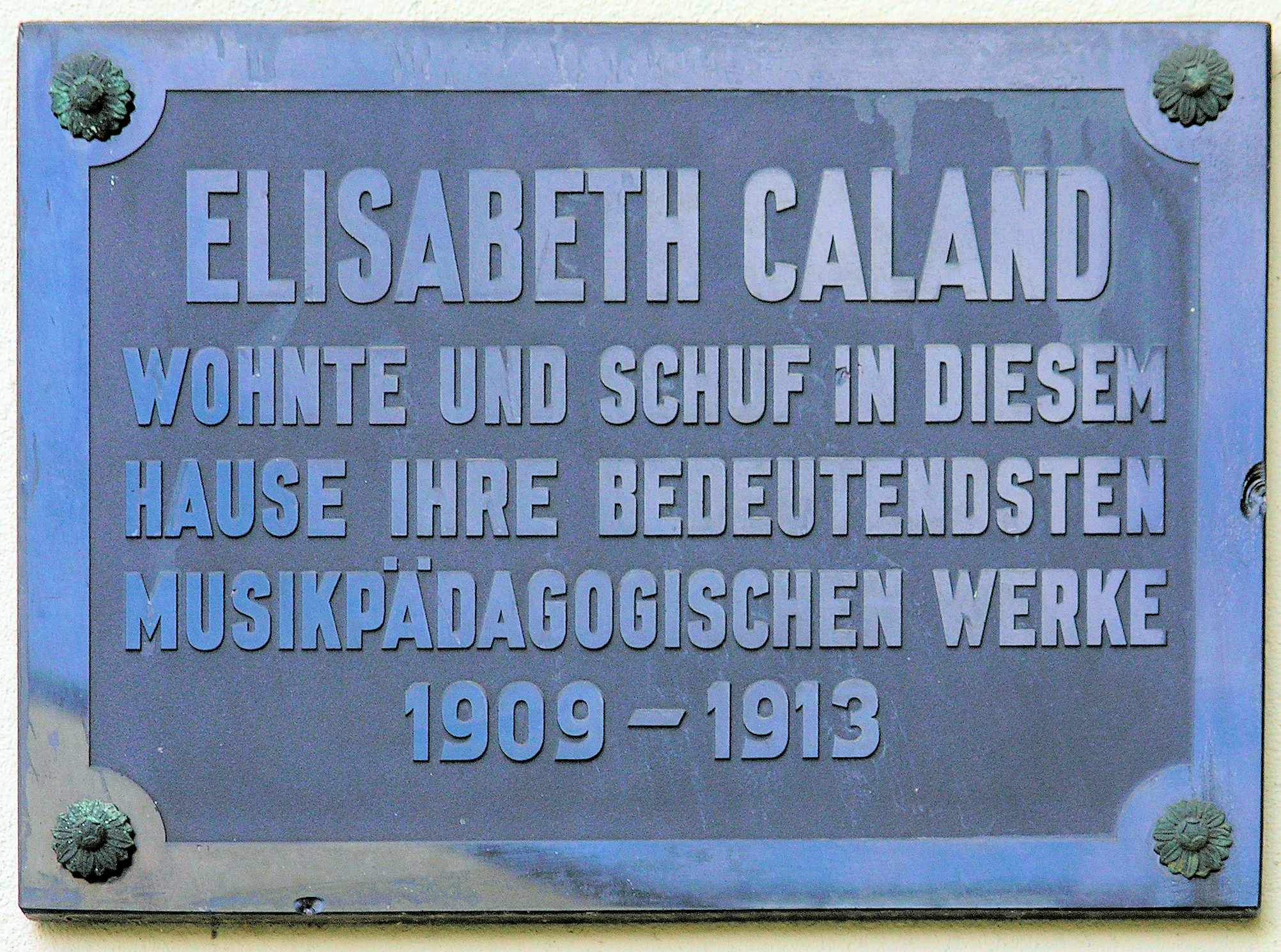
Мемориальная доска на доме в Берлине, где Каланд преподавала в 1909—1913 гг.

Училась во Франции у Мари Яэль, затем в 1884—1886 гг. в Германии у Людвига Деппе, позднее изучала теорию музыки под руководством Йозефа Ржебичека. Преподавала в Висбадене, затем в Берлине и после 1915 г. в Гельсдорфе (ныне пригород Ростока). Унаследовав от Деппе концепцию игры посредством скоординированного движения всей руки, а не только усилия пальцев, гармоничного и свободного пианистического звукоизвлечения, Каланд приложила много усилий для популяризации этого подхода, расходившегося с общепринятым в то время. Её книга «Обучение фортепианной игре по Деппе» (нем. Die Deppesche Lehre des Klavierspiels; 1897) выдержала ряд переизданий, за ней последовали «Использование источников силы при фортепианной игре» (нем. Die Ausnützung der Kraftquellen beim Klavierspiel; 1905, переиздания 1922, 2006) и «Артистический пианизм» (нем. Das künstlerische Klavierspiel; 1910, переиздания 1919, 2005).